# Лёгкие миллионы
«Лёгкие миллионы» (англ. Quick Millions) — американский гангстерский фильм режиссёра Роуленда Брауна, который вышел на экраны в 1931 году.
Фильм рассказывает о взлёте и падении гангстера (Спенсер Трейси), который проходит путь от водителя грузовика до главаря созданной им крупной криминальной организации. Однако попытка оторваться от своих преступных корней и войти в светское общество становится для него роковой.
В 1931 году Национальный совет кинокритиков США включил фильм в число десяти лучших фильмов года
Этот фильм стал кинодебютом известного актёра Джорджа Рафта.

## Сюжет
Водитель грузовика Дэниел Дж. «Багс» Рэймонд (Спенсер Трейси) намеренно провоцирует автоаварию с дорогим лимузином, после чего вступает в драку с подошедшим разобраться дорожным полицейским. Получив в суде штраф за это хулиганство в 50 долларов, Багс приходит домой, где его подружка Дэйзи Де Лисл (Салли Эйлерс) угрожает уйти от него, так как он не умеет зарабатывать деньги. Багс говорит ей, что, пока крутил баранку, уже придумал несколько способов, как разбогатеть. Вскоре под видом главы Ассоциации защиты предпринимателей Багс обращается к владельцу крупного гаража, предлагая за 75 долларов в неделю обеспечить ему полное заполнение гаража автомобилями. После заключения сделки Багс с подручными проводит серию акций по поджогу и порче автомобилей, которые ночью припаркованы на улице. Получив первый опыт, Багс приходит с предложением к Нэйлсу Марки (Уорнер Ричмонд), который вместе с отцом контролирует работу 200 грузовиков в продовольственном секторе, предлагая ему взять под совместный контроль все грузовики в городе. За период с 1925 по 1931 год с помощью запугиваний, угроз и убийств они подчиняют все городские автоперевозки. К этому времени Багс и Нэйлс достаточно разбогатели, чтобы организовать банкет для наиболее богатых и авторитетных граждан города. Прямо во время банкета с зал врываются их вооружённые головорезы, грабя участников банкета, многие из которых связаны с нелегальным бизнесом. Ближайший подручный и телохранитель Багса по имени Джимми Кёрк (Джордж Рафт) подсчитывает захваченное добро, которое включает примерно на 6 тысяч долларов наличными, множество драгоценностей, а также ценные бумаги. Так как, по сообщениям газет, ограбленные заявили о похищении лишь 200 долларов, Багс даёт указание вернуть заявленные суммы ограбленным, оставляя остальное себе, в том числе, компрометирующие документы, которые рассчитывает использовать в своих делах. Багс решает дистанцироваться от криминала и пытается приобрести светский лоск, и Дэйзи со своими манерами перестаёт его удовлетворять. Он знакомится с Дороти Стоун (Маргарит Черчилль), привлекательной и хорошо образованной внучкой бывшего губернатора и сестрой финансового магната и строительного подрядчика Джона Л. Стоуна (Джон Рэй). Устроив серию взрывов, обвалов стен домов и порчи строительных материалов на объектах Стоуна, Багс вынуждает его заключить с ним эксклюзивный договор на использование его грузовиков при строительстве небоскрёбов. Когда Стоун оказывается перед угрозой огромных убытков из-за несвоевременной сдачи одного из небоскрёбов, он принимает предложение Багса, который гарантирует ему завершение строительства раньше срока, при условии, что Стоун введёт Багса в совет директоров своей компании. Легализовавшись как бизнесмен, Багс пытается утвердить своё положение в обществе. Он даёт Дэйзи 25 тысяч долларов и отправляет её в Европу, чтобы она повысила свой культурный уровень. Одновременно он проводит всё больше времени с Дороти, играя с ней в бильярд и гольф, а также посещая оперу и скачки. При этом Багс всё больше отдаляется от членов своей банды, и когда Нэйлс говорит Багсу, что тот зазнался, Багс отвечает, что они теперь в большом бизнесе, законам которого надо следовать. Одновременно Багс просит Нэйлса и парней не заходить к нему в офис. Это вызывает их недовольство, после чего на отдельной сходке Нэйлс объявляет себя главарём организации. Под его руководством гангстеры проводят серию налётов на мелкие рестораны, молочные предприятия и прачечные, подминая их под себя. Это вызывает возмущение в средствах массовой информации и власти проводят специальную встречу с представителями бизнеса и общественности на тему о том, как обуздать преступность. Когда один из радиокомментаторов набрасывается в своей программе на их банду, Нэйлс нанимает Джимми Кирка, чтобы тот убрал этого «громкоговорителя». Во время очередного вечера Дороти называет Багса незаурядным человеком, который ничего не даёт и забирает всё. Багс на это отвечает, что рэкет — это лишь удобный способ получить то, что есть у других. Он дарит Дороти дорогое кольцо и делает предложение, на что девушка заявляет, что любит другого и уже обручена. После убийства журналиста полиция проводит серию облав и массовых задержаний гангстеров. Когда подозрение в убийстве падает на людей Багса, он проводит внутреннее расследование, выясняя, что убийство совершил Джимми. Чтобы дистанцироваться от возможного скандала, Багс даёт указание своему подручному Лефти убить Джимми, после чего самого Лефти арестовывает полиция, которая уже следила за Джимми. На церемонии по случаю ввода небоскрёба в эксплуатацию Дороти знакомит Багса со своим женихом, сообщая о скорой дате свадьбы. Во время очередной встречи с прокурором Стоун заявляет о том, что больше не будет платить рэкетирам. Нэйлс тем временем делает предложение Дэйзи. Под влиянием этих событий Багс снова решает стать гангстером и похитить Дороти прямо во время свадебной церемонии, а банде в качестве премии оставить гостей свадьбы на разграбление, и Нэйлс поддерживает его план. Дэйзи чувствует, что Нэйлс задумал во время этого дела избавиться от Багса, однако ничего не говорит Багсу. По дороге на свадьбу Багс обещает разобраться с тем, кто нанял Джимми, однако Нэйлс опережает его и прямо в автомобиле убивает Багса из пистолета, перед церковью выбрасывая из окна машины его цилиндр. Один из проезжающих мимо гангстеров говорит другому: «У богачей пышные свадьбы, зато у гангстеров лучшие похороны!»

## В ролях
- Спенсер Трейси — Дэниел «Багс» Рэймонд
- Маргарит Черчилль — Дороти Стоун
- Салли Эйлерс — Дэйзи Де Лисл
- Боб Бёрнс — Арканзас Смит
- Джон Рэй — Кеннет Стоун
- Уорнер Ричмонд — «Нэйлс» Марки
- Джордж Рафт — Джимми Кирк
- Леон Эймс — гангстер
- Уорд Бонд — гангстер (в титрах не указан)

## История создания фильма
Фильм делался под рабочим названием «Силуэт» (англ. Sky Line). Таково же было название другого фильма студии Fox, который вышел в 1931 году, а также рабочее название ещё одного фильма Fox 1931 года, который в итоге вышел под названием «Восхитительная».
Это был первый фильм Роуленда Брауна в качестве режиссёра. До этого он работал газетным репортёром и контрактным сценаристом на студии Fox. Современный историк кино Хэл Эриксон отметил, что «сценарист и режиссёр Роуленд Браун считался своего рода экспертом по гангстерам». По словам киноведа Ханса Дж. Воллстейна, «Браун знал, как писать и ставить насилие с оптимальным эффектом, и очень жаль, что его режиссёрская карьера оказалась настолько краткой. По слухам, Браун был понижен до сценариста после того, как избил продюсера Винфилда Р. Шихэна». По словам Эриксона, этот фильм стал «примером одной из крепких ранних киноработ Спенсера Трейси».
По информации Американского института киноискусства, это первый фильм популярного актёра Джорджа Рафта. Как написала газета «Нью-Йорк Таймс», Браун в поисках «угрожающей сексуальности» заметил Рафта в голливудском ресторане, и на следующий день утвердил его на роль.
По информации Variety, Браун получил бонус в 1000 долларов за то, что выполнил монтаж своей картины.
Фильм Twentieth Century-Fox «Лёгкие миллионы» 1939 года не имеет к этому фильму никакого отношения.

## Оценка фильма критикой
После выхода фильма на экраны он не имел особого успеха в прокате, однако хорошо был принят критиками. В частности, Мордант Холл в «Нью-Йорк Таймс» отметил, что «хотя кинозрители, возможно, уже перекормлены историями о преступном мире», этот фильм выделяется среди них, «так как наделён оригинальностью и саспенсом, а также чрезвычайно хорошо поставлен и умело сыгран». Конечно, как отмечает рецензент, «в истории есть тенденция к восхвалению главного преступника Багса Рэймонда, и слишком много места уделено его глумлению над законом и над его представителями». Кроме того, по словам Холла, «некоторые сцены фильма смотрятся более чем экстравагантно», тем не менее, большинство из них основано на жизненной правде. Холл особенно выделяет «мощную игру» Спенсера Трейси, отмечая, что он создаёт образ, в котором «под дорогим костюмом по походке и манере носить шляпу всё равно виден водитель грузовика». При этом чувствуется, что «благодаря силе своей личности он способен завоевать благосклонность дочери миллионера. Он называет себя человеком, слишком нервным, чтобы украсть и слишком ленивым, чтобы работать». Холл также отмечает сильную работу Брауна с камерой, а также хорошую игру Уорнера Ричмонда, Маргарит Черчилль, Салли Эйлерс и Джона Рэя.
В ноябре 1936 года газета «Нью-Йорк Таймс» в статье о ранних звуковых фильмах восхищалась этой картиной как заложившей новый кинематографический стиль, который ориентирован на диалог: «Фильм имеет быстрый ритм и построен на коротких сценах, что делает диалог лаконичным. Каждая сцена ненавязчиво доносит тот или другой существенный момент образа или сюжета — и на этом заканчивается».
По мнению Воллстейна, «под руководством Брауна фильм реально источает насилие, даже несмотря на то, что некоторые его персонажи по крайней мере делают попытку стать лучше». Описывая игру Трейси, критик отметил: «То, как Джеймс Кэгни нападает с грейпфрутом на Мэй Кларк в фильме „Враг общества“ (1931), смотрелось достаточно беспокойно, но то, как Спенсер Трейси бьёт Салли Эйлерс в „Лёгких миллионах“ того же года, по-настоящему шокирует». Как пишет Воллстейн, «это, конечно, не Трейси более позднего периода своей работы на Metro-Goldwyn-Mayer», где он обычно изображает «грубоватого, но в принципе порядочного парня, который нежно пикируется с Джин Харлоу или Кэтрин Хепбёрн. Трейси на Fox  — это скорее двоюродный брат гангстеров Warner Bros, и не случайно здесь ему составляет компанию Джордж Рафт», который вскоре станет звездой гангстерских фильмов студии Warner.